# 福田大晟
福田 大晟（ふくだ たいせい、2002年10月29日 - ）は、ジャパンラグビーリーグワンの静岡ブルーレヴズに所属するラグビーユニオン選手。

## 略歴
小学2年生の頃から、豊田ラグビースクール（愛知県）でラグビーを始めた。幼少期にサッカー、中学では柔道部にも入っていた。中学では愛知県スクール選抜に選ばれ、バックスからフォワードに転向した。
愛知県の強豪・中部大春日丘高等学校に進学し、1年時からナンバーエイトとして出場。U17日本代表として第27回日・韓・中ジュニア交流競技会にフランカーとして先発出場した。
高2・高3で花園（全国高等学校ラグビーフットボール大会）に出場。高3ではキャプテンを務め、中部大春日丘高校史上、初めて花園でベスト8となった。
明治大学に入って、1年時の5月から関東大学春季大会で先発出場。2年時から関東大学対抗戦に毎試合出場した。4年時には、関東ラグビーフットボール協会100周年記念大会に東軍代表としてもプレーした。
2025年1月21日、ジャパンラグビーリーグワンの静岡ブルーレヴズにアーリーエントリーでの入団を発表した。同年3月、明治大学卒業。